# Gunnarvattnet
Gunnarvattnet är en mindre by belägen i Hotagens distrikt (Hotagens socken) i norra Jämtland vid fjället Penningkejsen, två kilometer från gränsen mot Norge och åtta kilometer norr om Valsjöbyn. Gunnarvattnet, en insjö som har samma namn som byn, ligger intill byn. 
Gunnarvattnet har cirka trettio innevånare.
Ragnar "Föllinge" Persson är en känd längdskidlöpare från byn.